# جبل اخضر (مراکش)
جبل اخضر یک کوه در مراکش است که در استان سیدی بنور واقع شده‌است. جبل اخضر ۶۸۷ متر بالاتر از سطح دریا واقع شده‌است.